# Maňa
Maňa este o comună slovacă, aflată în districtul Nové Zámky din regiunea Nitra. Localitatea se află la altitudinea de 133 m deasupra n.m., se întinde pe o suprafață de 21,59 km2 și în 2017 număra 2.061 de locuitori.

## Istoric
Localitatea Maňa este atestată documentar din 1237.

## Demografie
| An:                | 1994 | 2004   | 2014   | 2024   |
| ------------------ | ---- | ------ | ------ | ------ |
| Număr de persoane: | 2139 | 2072   | 2078   | 1947   |
| Diferență:         |      | −3,13% | +0,28% | −6,30% |

| An:                | 2023 | 2024   |
| ------------------ | ---- | ------ |
| Număr de persoane: | 1958 | 1947   |
| Diferență:         |      | −0,56% |